# アウクスブルガー・アルゲマイネ
アウクスブルガー・アルゲマイネ・ツァイトゥング（Augsburger Allgemeine Zeitung）は、1945年に創刊されたドイツの主要地方紙。